# Augustusbogen (Aosta)

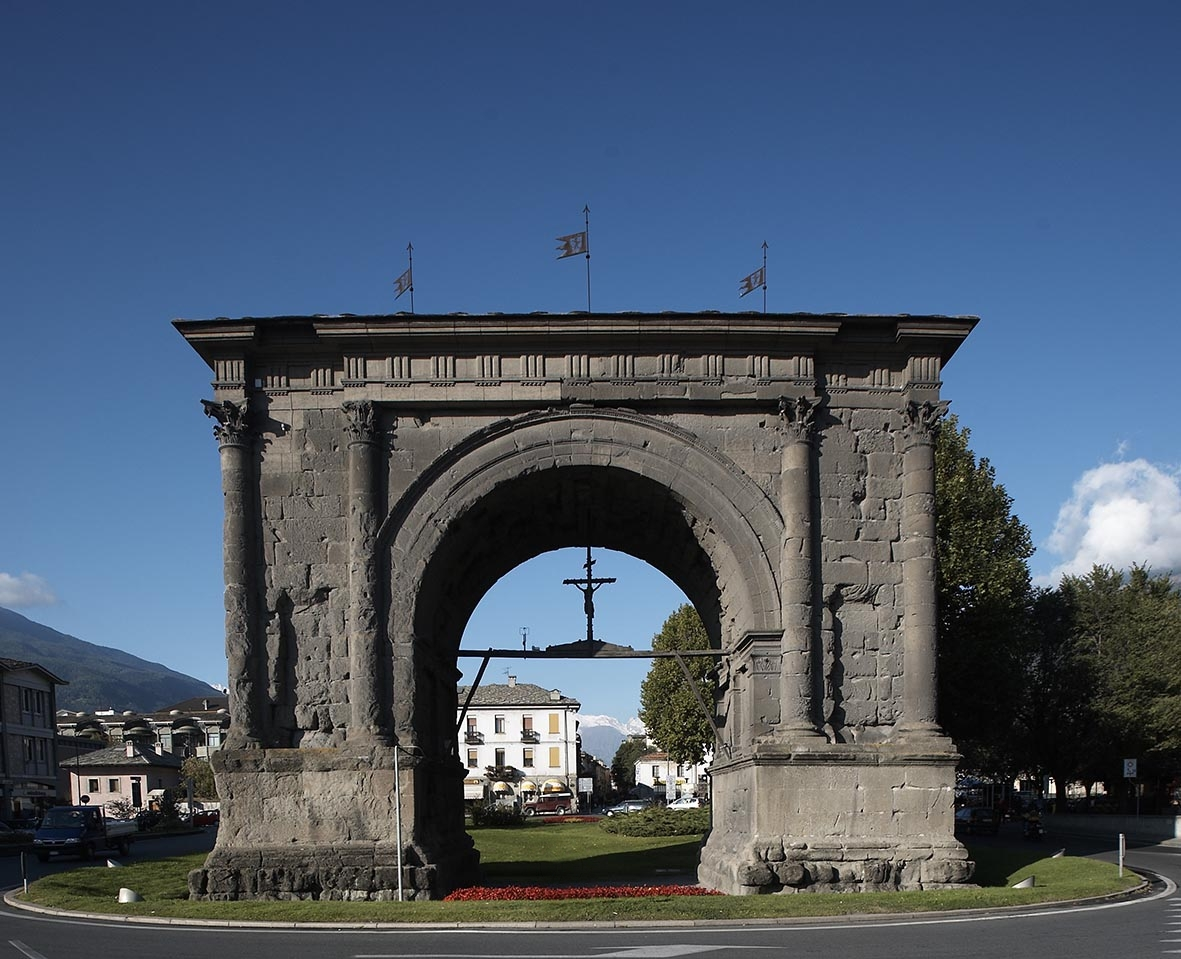
Augustusbogen in Aosta

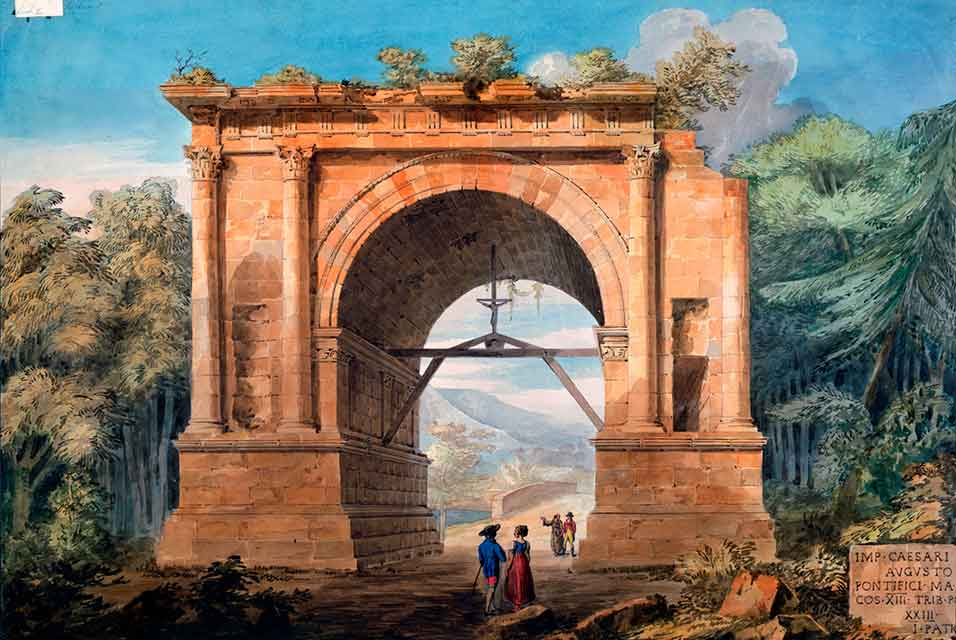
Der Augustusbogen auf einem Gemälde von Henry Seward (1807)

Der Augustusbogen in Aosta, dem antiken Augusta Praetoria, ist ein eintoriger Ehrenbogen, der im Jahr 25 v. Chr. zu Ehren von Kaiser Augustus anlässlich des Sieges über die Salasser errichtet wurde.

## Geschichte
Der Ehrenbogen wurde im Jahr 25 v. Chr. errichtet, nachdem der römische Feldherr Aulus Terentius Varro Murena den keltischen Stamm der Salasser während der Eroberungszuges in die Westalpen besiegt und weitgehend ausgerottet hatte. An der Stelle seines Lagers wurde die Colonia Augusta Praetoria angelegt. Der Bogen befand sich außerhalb der Porta Prætoria, dem Haupttor der Stadt. Die dorthin führende Straße führte unter ihm hindurch.
Im 12. Jahrhundert bewohnte eine adlige Familie den Bogen. 1318 wurde er zu einer Festung ausgebaut, in der Bogenschützen stationiert waren. 1449 wurde das Kreuz im Inneren des Bogens angebracht, eine Votivgabe zur Vorbeugung von Überschwemmungen des Flusses Buthier. Nach diesem Kreuz trug der Boden den Namen Saint-Voût, heiliger Bogen. Das heutige Kreuz ist eine Kopie des Originals, das sich im Domschatzmuseum Aosta befindet.
Im Jahre 1716 wurde die ursprüngliche Attika des Triumphbogens durch ein flaches Schieferdach ersetzt. Von 1912 bis 1913 wurde der Augustusbogen renoviert. Damals wurden bei Ausgrabungen in der Nähe des Bogens zwei vergoldete Bronzebuchstaben gefunden, die vermutlich ursprünglich zu einer Inschrift auf der Attika gehörten.